# Kraj (Středozem)
Kraj (anglicky Shire, v západštině Sûza, v sindarštině Drann) je fiktivní země popsaná v Pánovi prstenů a dalších knihách anglického spisovatele J. R. R. Tolkiena. Leží na severozápadě Středozemě a je obydlen hobity.

## Popis Kraje

Schematická mapa Kraje

Kraj se nachází v Eriadoru na západ od řeky Brandyvíny a na východ od Dalekých vrchů. Od západu k východu je dlouhý asi 120 mil (cca 190 km) a od severu k jihu 150 mil (cca 240 km), jeho rozloha tedy činí asi 47 000 km². Kraj se dělí na čtyři hlavní oblasti nazývané čtvrtky a další dvě tzv. marky. Východní marka se nachází za řekou Brandyvínou na jejím levém břehu, byla osídlena roku 2340 Třetího věku rodem Brandorádů (dříve Starorádů) a oficiálně potvrzena jako součást Kraje králem Elessarem na počátku Čtvrtého věku. Zároveň tento král rozšířil Kraj o Západní marku. 
Hlavním městem Kraje je Velká Kopanina, dalšími významnými městy jsou Hobitín, Bralův Městec, Žabovřesky a další. 

## Zřízení

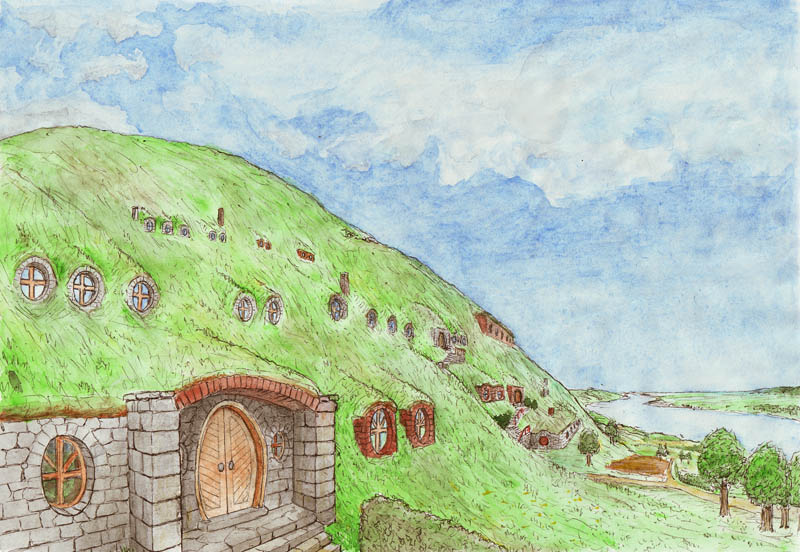
Brandov, sídlo Brandorádů, ilustrace od Matěje Čadila

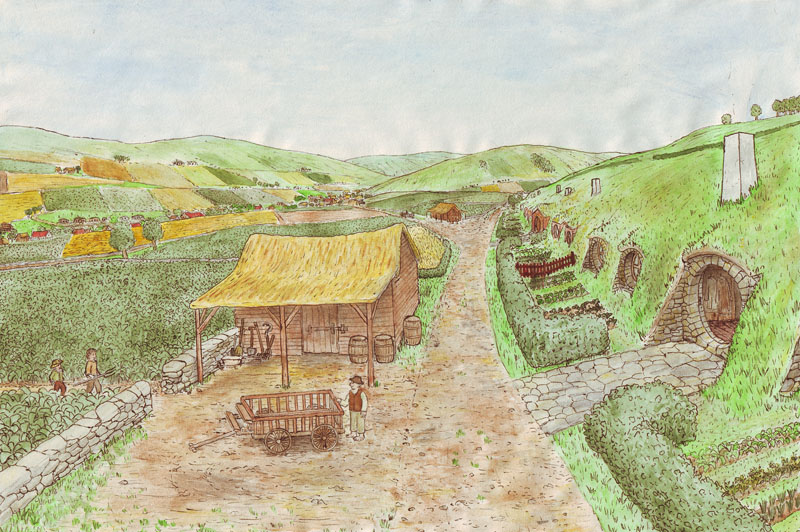
Vesnice Dolany v Jižní čtvrtce, ilustrace od Matěje Čadila

Kraj po celé dějiny patřil pod nadvládu Severního království, nicméně Arnor (už v době založení Kraje rozpadlý na tři části, z nichž přežíval pouze Arthedain) záhy zanikl a potomci králů se ukrývali v divočině. Hobiti si po založení Kraje zvolili vladyku jako zástupce krále, který však do správy Kraje nijak nezasahoval. Funkce vladyky zpočátku patřila rodu Starorádů, po jejich založení Rádovska se přesunula do rukou Bralů. Protože rozvětvené hobití rodiny si své záležitosti spravovaly samy a hobiti byli pokojný národ, který neválčil ani mezi sebou ani s jinými, role vladyky byla víceméně formální. Důležitou osobou v Kraji byl rovněž starosta Velké Kopaniny (chápaný v zásadě jako starosta Kraje), volený na 7 let, pod jehož pravomoc patřili tzv. krajníci, obdoba policie. Na celý Kraj jich bylo pouze dvanáct a většinou museli hledat spíš zaběhlý dobytek než řešit skutečné zločiny. Více krajníků bylo na hranicích Kraje. Jejich počet kolísal podle situace. 

## Dějiny

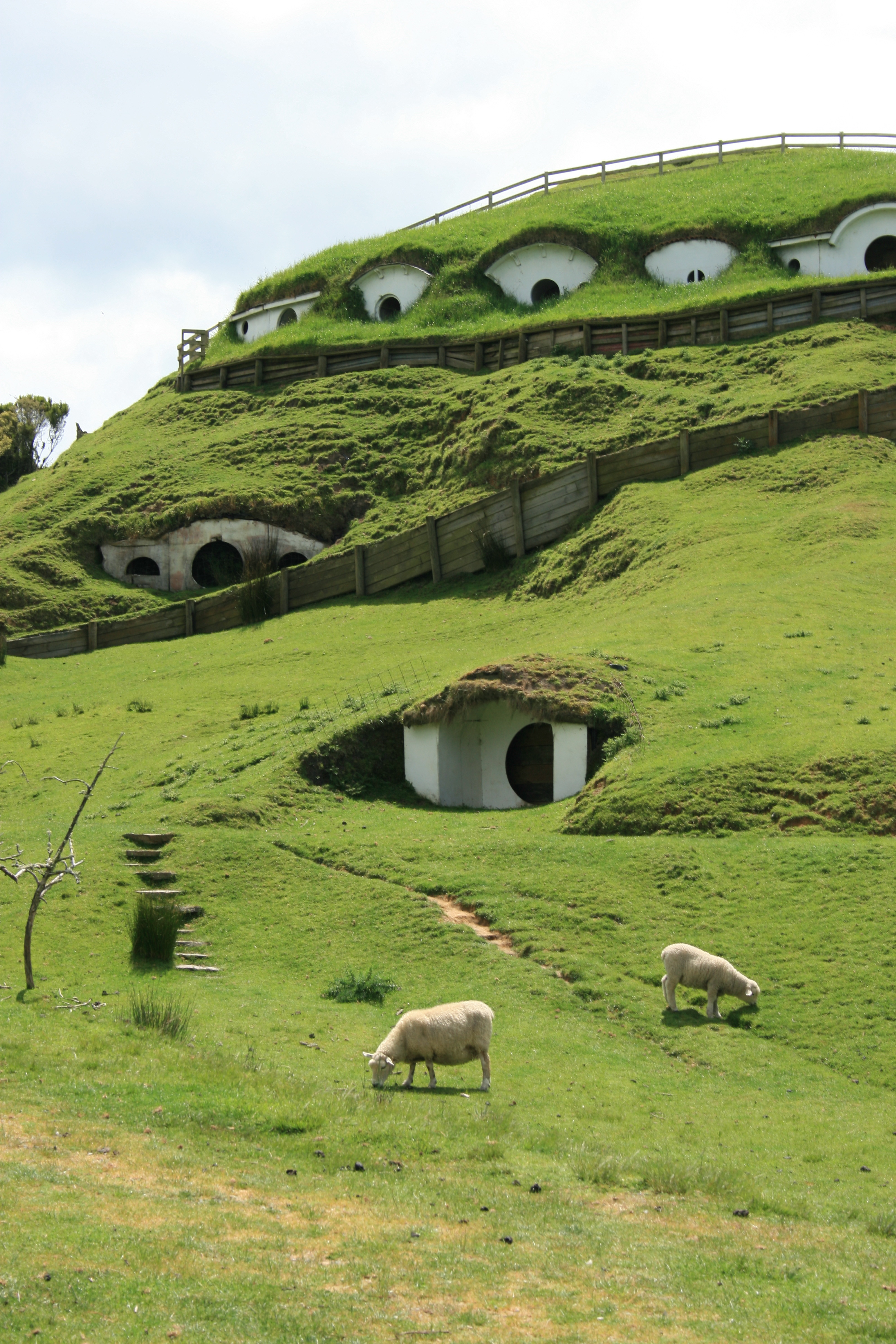
Hobití nory v Kraji ve filmové trilogie Pán prstenů

Území Kraje patřilo pod říši Arnor, která však v průběhu Třetího věku směřovala k úpadku, takže po r. 1600 Třetího věku už oblast Kraje nebyla téměř osídlená. V té době hobiti sídlili ve městě Hůrce, z nějž se r. 1601 vypravili bratři Marko a Blanko s mnoha hobitími rodinami a založili hobití říši, kterou pojmenovali Kraj. Dostali povolení od Argeleba II., krále Arthedainu, k osídlení oblasti, pokud budou střežit západní cestu a uznávat svrchovanost Severního království. 
Rok založení Kraje (1601 Třetího věku) byl hobity považován za rok 1 krajového letopočtu. Skromné způsoby hobitů se dobře hodily k této úrodné zemi, která pod jejich rukama vzkvétala. 
Zdá se, že s výjimkou několika přírodních pohrom a skřetího nájezdu v roce 2747 byl Kraj pokojná země a příliš si neuvědomoval svět kolem a naopak ostatní národy Středozemě se o hobity nijak zvlášť nezajímaly. Jak ale postupně vzrůstala Sauronova moc ve Středozemi, Hraničáři (původně válečníci Severního království) Kraj chránili před nebezpečím, aniž by si to hobiti uvědomovali. Když však na Aragornovu žádost odešli do Války o Prsten, Kraj zůstal téměř nechráněný a začali do něj pronikat Sarumanovi zločinní zvědové ze Železného pasu. Těmi byl nakonec téměř ovládnut, ale hobiti, kteří se vrátili z Války o Prsten, zejména Smělmír Brandorád a Peregrin Bral, vyvolali povstání a Sarumanovy muže porazili v bitvě u Povodí. 
Král Aragorn pak připojil ke Kraji Západní marku, vydal nařízení, že žádný člověk nesmí do Kraje vstoupit a prohlásil vladyku Kraje (jímž se stal Peregrin Bral), Pána Rádovska (Smělmír Brandorád) a starostu Velké Kopaniny (Samvěd Křepelka) za rádce Severního království.

## Významní hobiti
Mezi nejznámější hobity z Kraje patří Bilbo Pytlík, který se připojil k výpravě k Osamělé hoře Erebor a při tomto dobrodružství náhodou získal Jeden prsten (kniha Hobit). Tento náhodný objev vtáhl Bilba, jeho synovce Froda Pytlíka a všechny hobity z Kraje do války na konci Třetího věku (trilogie Pán prstenů).